# Antef III
Pour les articles homonymes, voir Antef.
Antef III est un roi de la XIe dynastie égyptienne, qui régna pendant la Première Période intermédiaire. Il est probablement le fils du roi thébain Antef II et le père de son successeur Montouhotep II. On situe son règne de 2068 à 2061 avant J.-C.. Le Canon royal de Turin (5.15) a une lacune sur son nom et lui compte huit ans de règne.

## Famille
Son père est le roi Antef II, et sa mère est probablement la reine Néféroukait. Son épouse est sa sœur Iâh, qui porte en effet les titres de « fille du roi » (sȝ.t-nỉsw.t), d' épouse du roi » (ḥm.t-nỉsw.t), et de « mère bien-aimée du roi » (mwt-nisw.t mrỉỉ.t=f), ce qui prouve qu'elle est la mère de Montouhotep II. Ce dernier est également présenté comme le fils d'Antef III,,,. Néférou II est « fille du roi » (sȝ.t-nỉsw.t) et est appelée également « Néférou, née de Iâh »,, ce qui montre qu'elle est la fille d'Antef III et d'Iâh. Henite est également donné comme étant son épouse.

## Règne
Le Canon royal de Turin (5.15) présente une lacune sur son nom et lui compte huit ans de règne,,.

### Activités militaires
Antef III hérite d'un vaste territoire relativement pacifique en Haute-Égypte. Pendant ses huit ans de règne, Antef III est militairement actif. Il défend avec succès le territoire que son père Antef II a gagné. C'est ce qu'atteste la tombe d'un fonctionnaire de l'époque, Nakhty, située à Abydos et dans laquelle un chambranle portant les noms d'Antef III a été découvert. Il conquiert également des territoires situés au nord d'Abydos, notamment Assiout, et semble étendre son domaine jusqu'au dix-septième nome de Haute-Égypte, dont la capitale était Cynopolis, « imposant ainsi le contrôle de sa famille sur la plus grande partie de la Haute-Égypte », à moins que cela ne soit le fait d'armes de son fils Montouhotep II, au début de son règne.

### Monuments
Un chambranle portant le nom d'Antef III a été découvert sur Éléphantine, dans le sanctuaire d'Hekaib, un nomarque déifié de la VIe dynastie, ce qui montre qu'il a dû y commander des travaux. Un autre chambranle a été découvert dans le temple de Satis, également sur l'île Éléphantine, ce qui atteste son activité de construction sur le site.

## Tombe

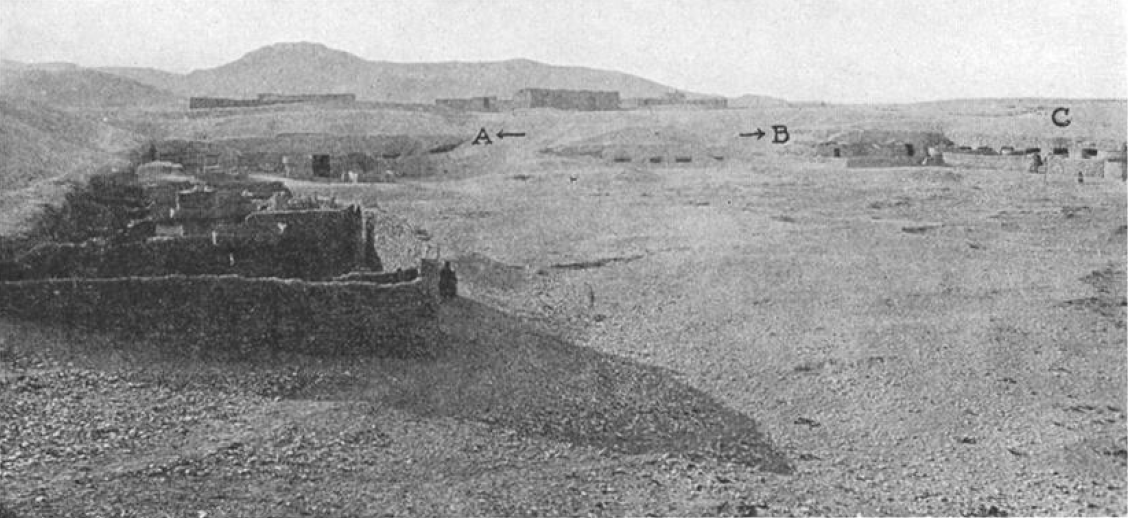
Photographie de 1915 du tombeau d'Antef III par Herbert Winlock

Le complexe funéraire d'Antef III est creusé à flanc de colline, à El-Tarif, sur la rive opposée du Nil en face de Thèbes. Il est aujourd'hui connu sous le nom de Saff el-Baqar. Aucune inscription n'ait été trouvée dans les tombes (sauf celle d'Antef II) pour confirmer leur propriété. Mais leurs positions et la succession chronologique des souverains de la XIe dynastie ont conduit à l'attribution à Antef III de la tombe connue aujourd'hui sous le nom de Saff el-Baqar . Saff signifie "rangée" en arabe et désigne la double rangée de colonnes et les entrées qui donnent sur une grande cour trapézoïdale de 85-90 × 75 mètres. La cour est entourée de tous côtés, sauf à l'est, de nombreuses chambres creusées dans la roche,,. Elle mène à une grande façade à doubles piliers, totalisant quarante-huit colonnes, derrière lesquelles se trouvent de nombreuses autres chambres. Malgré l'état de ruine de la tombe, les fouilles des années 1970 ont montré que ses murs ont dû être autrefois revêtus de grès et ornés de décorations. De nos jours, la tombe se trouve sous les constructions d'un village.